# Sternbergi Kunigunda kunstadti báróné
Sternbergi Kunigunda (1422. november 18. – Prága, 1449. november 19.), 
csehül: Kunhuta ze Šternberka, latinul: Cunigunda Sternbergensis, németül: Kunigunde von Sternberg, Sternberg (Český Šternberk) bárónője és Kunstadt (Kunštát) bárónéja. I. (Podjebrád) György cseh király első felesége, Podjebrád Katalin magyar királyné, valamint Podjebrád Viktorin cseh királyi herceg és trónörökös édesanyja.

## Élete
Édesapja Sternbergi Smil, édesanyja Pardubicei Barbara.
Ikerlányainak, Podjebrád Szidónia szász hercegnének (1449–1510) és Katalin (Kunigunda) (1449–1464) magyar királynénak a születése, 1449. november 11. után néhány nappal gyermekágyi lázban hunyt el. A két újszülött kislány közül az első az édesanyja után a Kunigunda nevet kapta a keresztségben. Özvegye, Podjebrád György ezután Rožmital Johanna úrnőt vette feleségül, aki később cseh királyné lett.

## Gyermekei
- Férjétől, I. (Podjebrád) Györgytől (1420–1471), Kunstadt (Kunštát) bárójától, 1458-tól I. György néven cseh királytól, 6 gyermek:
  - Boček (1442–1496) cseh királyi herceg[2]
  - Viktorin (1443–1500) cseh királyi herceg és trónörökös, Morvaország őrgrófja, a sziléziai Münsterberg (Ziębice) és Troppau (Opava) hercege, Glatz grófja, első felesége Pirksteini Margit (1445–1472) bárónő, 1 leány, második felesége Piast Zsófia (1449/53–1478/79) tescheni hercegnő, 3 gyermek, harmadik felesége Palaiologosz Margit (1459/64–1496) montferrati őrgrófnő, 3 leány, összesen hét gyermek, többek között:
    - (Harmadik házasságából): Podjebrád Orsolya (Ursula) (1491/95–1534), a freibergi magdalénás rend apácája
    - (Harmadik házasságából): Podjebrád Apollónia (1492/96–1529), férje Erhard von Queis (1490 körül–1529), a Pomezániai Székeskáptalan lutheránus püspöke, 1 leány:
      - Queisi/Kwisai Mária (1529. március – 1539. január 9.)

  - Barbara (Borbála) (1446–1469/74), 1. férje Jindrich z Lipé (?–1469) báró, a Cseh Királyság főmarsallja, nem születtek gyermekei, 2. férje Johann (Jan) z Ronova Koneckich (Křinecký/Krzinecky) (?–1487 előtt) báró, 2 fiú
  - Henrik (idősebb) (1448–1498) cseh királyi herceg, a sziléziai Münsterberg (Ziębice) hercege I. Henrik néven, felesége Brandenburgi Orsolya (1450–1508), 8 gyermek
  - Katalin (Kunigunda) (1449–1464), férje I. (Hunyadi) Mátyás (1443–1490) magyar király, 1 fiú:
    - Hunyadi N. (fiú) (Buda, 1464. február – Buda, 1464. február) magyar királyi herceg és trónörökös

  - Szidónia (Zdena) (1449–1510), férje III. (Vakmerő) Albert (1443–1500) szász herceg, 8 gyermek, többek között:
    - Szász Katalin (1468–1524), első férje Habsburg Zsigmond (1427–1496) főherceg, Tirol (hercegesített) grófja, nem születtek gyermekei, második férje I. Erik (1470–1540), Braunschweig–Calenberg hercege, 1 leány
    - Szász Frigyes (1474–1510), a Német Lovagrend nagymestere, nem nősült meg, gyermekei nem születtek